# Galerie-W

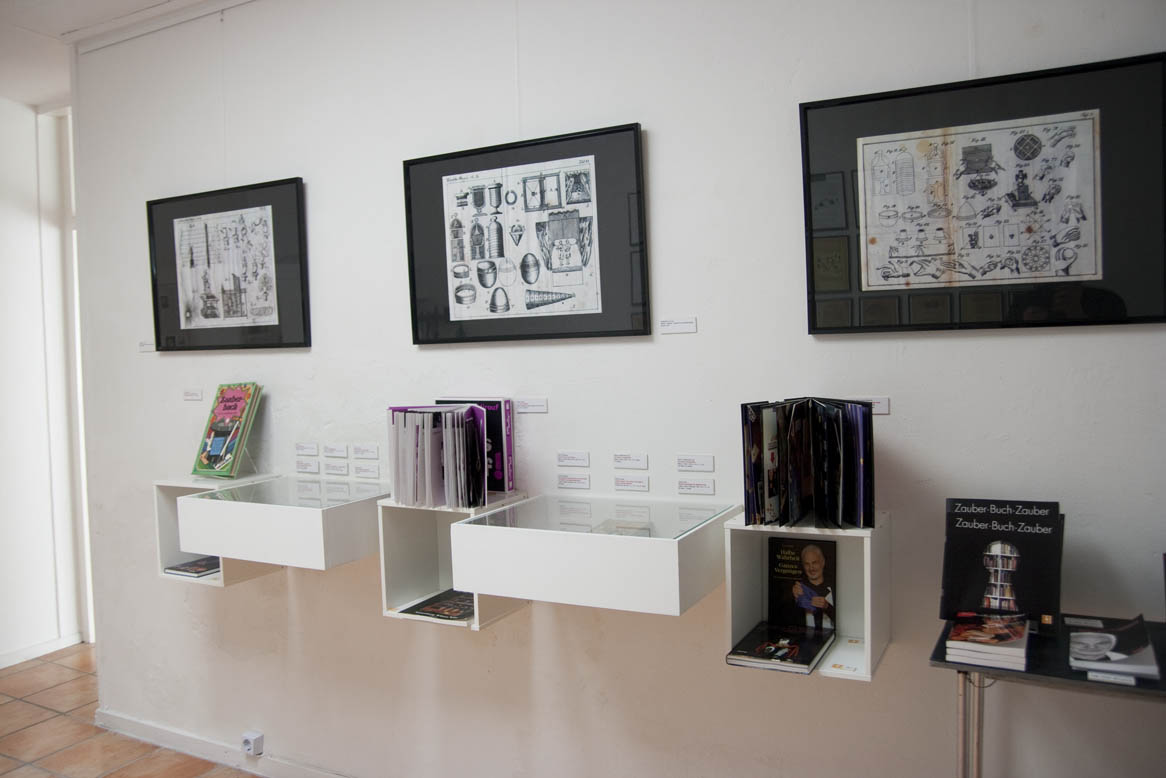
Ausstellung zum Thema Buch-Zauber

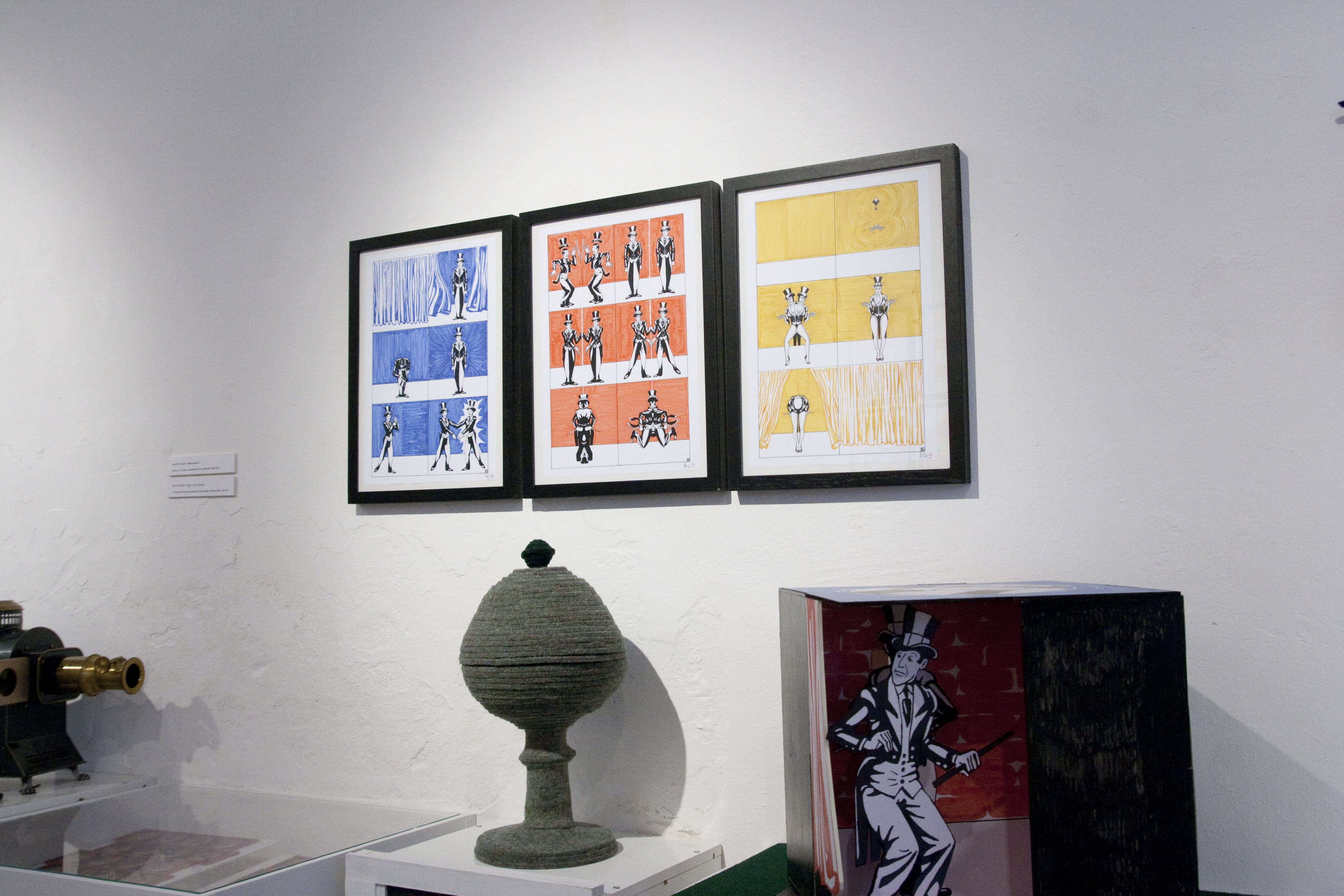
Detail-Ansicht IMAGINARIUM mit Arbeiten von Llaura Sünner

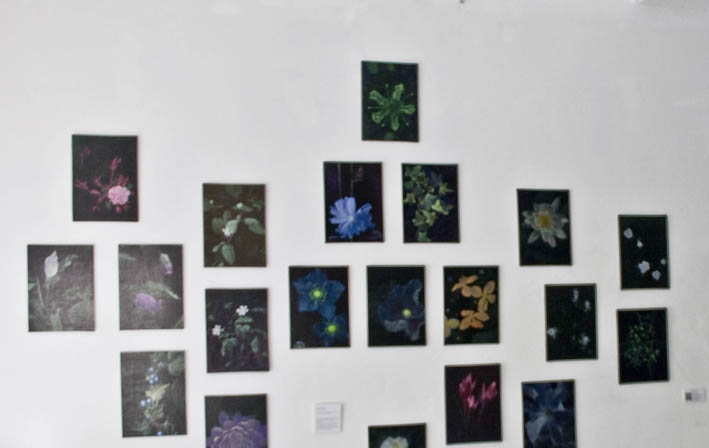
Detail-Ansicht IMAGINARIUM mit Arbeiten von Ralf Jurszo

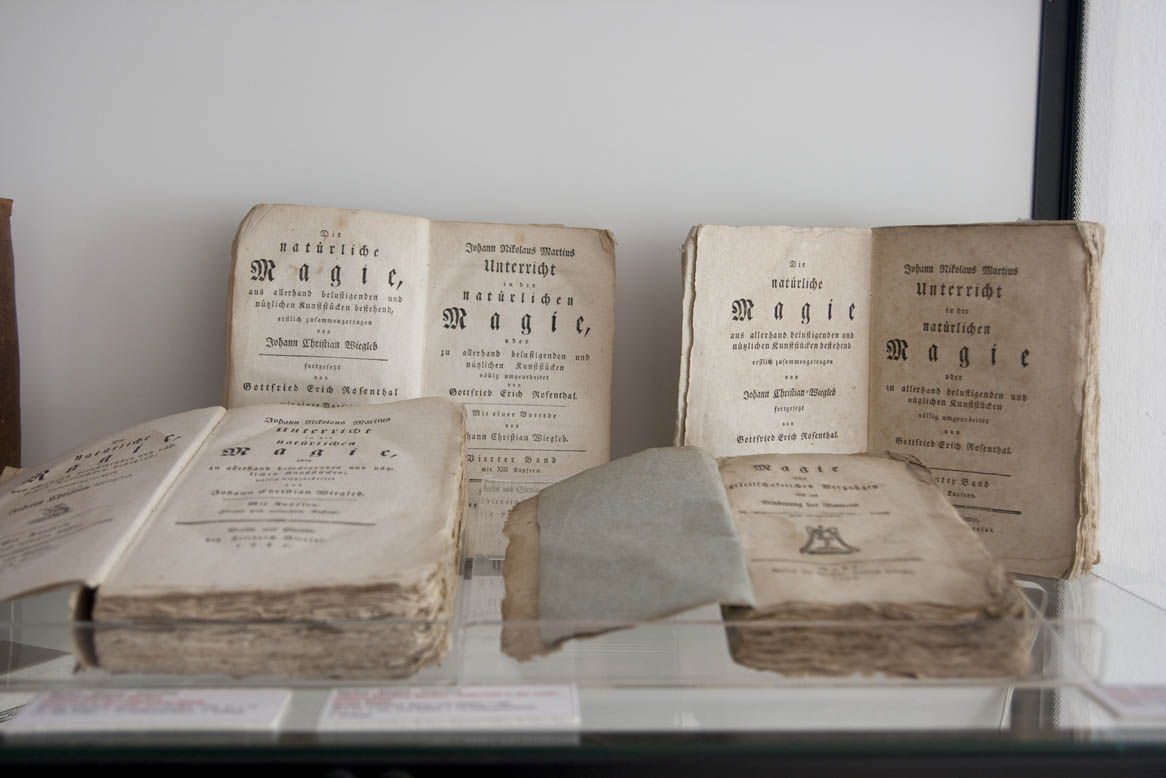
Ausstellung zum Thema Buch-Zauber

Die Galerie-W wurde am 18. Oktober 2012 in Hamburg-Hohenfelde gegründet.
In wechselnden Ausstellungen werden Arbeiten im Zusammenhang mit der Zauberkunst sowie Werke von Künstlern, die sich mit dem Thema Zauberkunst beschäftigen, gezeigt.

## Geschichte
Der Gründer und Inhaber Wittus Witt stammt aus einer gut bürgerlichen Familie, sein Vater war Berufsoffizier im Ersten und Zweiten Weltkrieg, sein Urgroßvater, Paul Richter, war ein bekannter Architekt in Leipzig. Nach dem Abitur studierte Witt Kunst und Kunstgeschichte an der staatlichen Kunstakademie Düsseldorf bei Joseph Beuys und legte, nachdem Beuys vom damaligen Wissenschaftsminister des Landes Nordrhein-Westfalen, Johannes Rau, entlassen worden war, sein Diplom als Designer an der Fachhochschule Düsseldorf ab.
Bereits als Schüler gründete er eine Junge Galerie in einem ausrangierten Omnibus, den er auf dem Schulhof abstellen ließ. Er musste ihn jedoch nach wenigen Monaten wieder entfernen lassen.
Nach einer erfolgreichen Karriere als Zauberkünstler widmet er sich seit 2012 wieder vermehrt der Kunst und gründete die Galerie-W.

## Programm

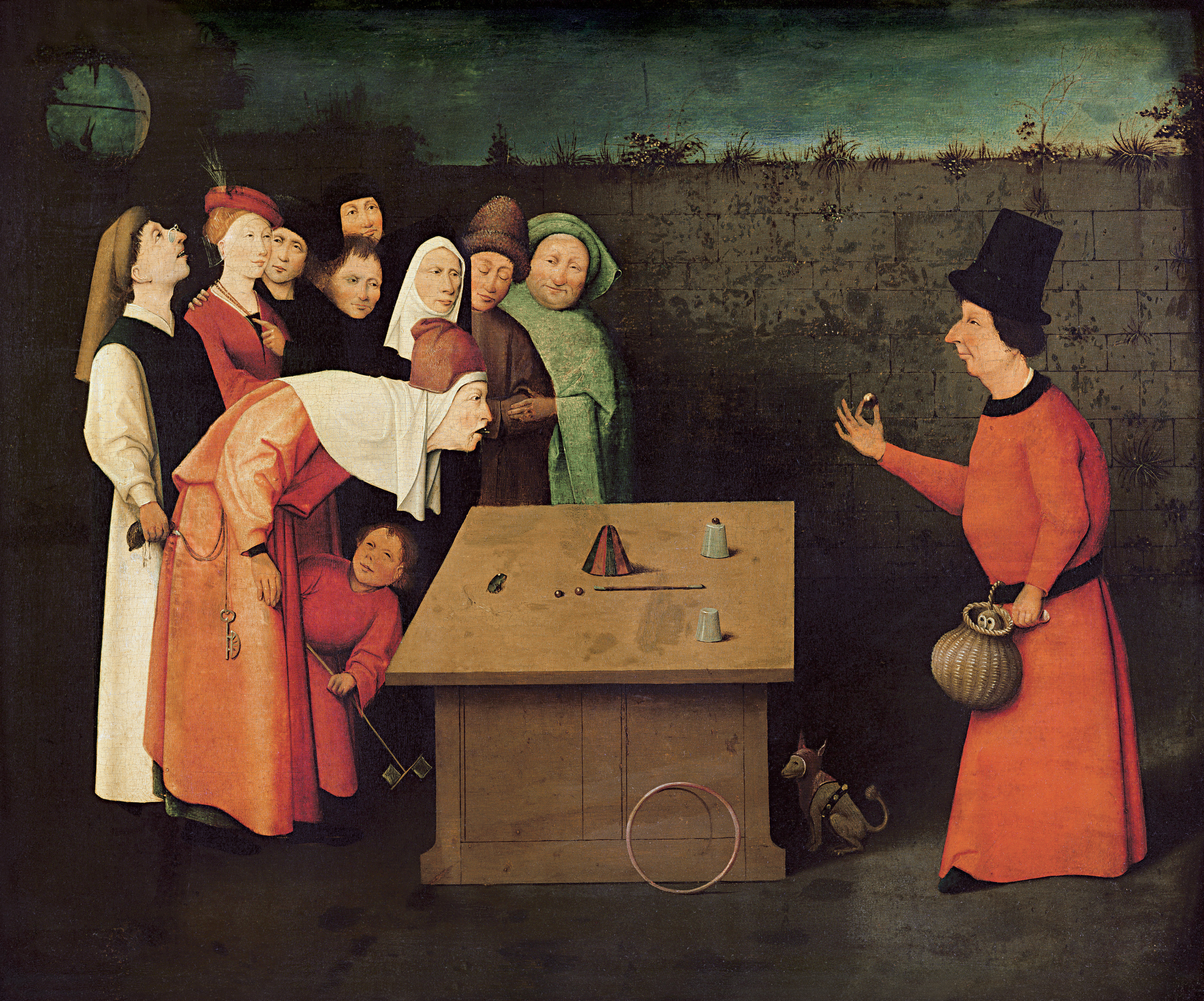
Hieronymus Bosch: Der Gaukler, 1475–1480

Die Zauberkunst ist Bestandteil der allgemeinen Kultur. Maler, Komponisten, Sänger und Autoren haben sich von ihr inspirieren lassen. So handelt der Roman von Daniel Kehlmann Berholms Vorstellung von einem Zauberkünstler, der glaubt, wirklich zaubern zu können. Die Novelle von Michael Schneider, Das Spiegelkabinett, erzählt von zwei rivalisierenden, zaubernden Brüdern.
Der holländische Maler Hieronymus Bosch zeigt in seinem Gemälde Der Gaukler einen Taschenspieler während der Vorführung des Becherspiels. Der Künstler Paul Wunderlich hat sich ebenfalls diesem Thema angenommen und daraus einen Zyklus von 10 Blättern geschaffen. Der belgisch-italienische Sänger Adamo erzählt auf der LP Kieselsteine in dem Lied Seiltanz von einem Zauberkünstler, der eine Zigarette verschwinden lässt.
Die Galerie-W greift diese Verbindung von Kunst und Zauberkunst auf und präsentiert dazu viermal im Jahr wechselnde Ausstellungen. Dazu werden häufig an Freitagabenden Zaubervorstellungen im Fluxus-Stil gegeben.
Die Galerie ist Mitglied im Landesverband Hamburger Galerien.
2019 schrieb Wittus Witt für die Galerie-W den Rosa-Bartl-Kunstpreis aus, der mit insgesamt 1.750 Euro dotiert ist. Hamburger Künstlerinnen und Künstler waren aufgefordert, sich mit dem Thema Zauberei künstlerisch auseinanderzusetzen.

## Öffentliche Wahrnehmung
Bereits in kürzester Zeit wurde die Galerie-W regional und überregional wahrgenommen. Im August 2014 war die Galerie-W mit der Ausstellung IMAGINARIUM Gast im Museum Pinneberg.

## Berichte über die Galerie-W

### Print
- Agitprop, Zitronenpresse und Zauberstab, in Frankfurter Allgemeine Sonntagszeitung, Peter Rawert, 8. September 2013
- Zauberei ist Performance-Kunst, in MONOPOL, Heiko Klaas und Nicole Büsing, 18. November 2013[6]
- Vernissage: Zauberkunst an der Ifflandstraße, in Hamburger Abendblatt, 24. Juli 2013[7]
- Ein Haus voller Magie, Dagmar Gehm, Hamburger Wochenblatt, 3. Jahrgang, 3. Dezember 2014, Titelstory

### Fernsehen
- Wittus Witts Galerie-W, NDR-Fernsehen, Hamburg Journal, 17. Oktober 2013
- Tietzer kommt in die Galerie-W, NDR-Fernsehen, 26. Januar 2016
- Wittus Witt  Botschafter der Zauberkunst, NDR Fernsehen, 30. März 2016
- Der Zauberkünstler Wittus Witt betreibt eine Galerie mit Bühne, NDR Fernsehen, Hamburg Journal, 22. März 2016

## Beteiligung
Die Galerie-W ist Mitglied im Verband „Galerien in Hamburg“.

## Bisherige Ausstellungen
- Zauberkunst in der Werbung, 18. Okt. bis 31. Dez. 2012
- Fotografiert Zauberkunst, 18. Jan. bis 31. März 2013
- Gelesene Zauberkunst, 19. April bis 30. Juni 2013
- Walter Wenger, 22. Juli bis 30. Sept. 2013
- Mundus Vult Decipi, 18. Okt. bis 29. Dez. 2013
- Anton Stursa, 18. Jan. bis 30. März 2014
- IMAGINARIUM, Llaura Sünner, Ralf Jurszo, Tobias Sandberger, 16. April bis 29. Juli 2014
- Zauber-Buch-Zauber, Zauberbücher aus 4 Jahrhunderten, 26. Juli bis 29. Sept. 2014
- Karten für Zauberer, Drei Jahrhunderte Kartenzauberkunst, Oktober 2014
- Tanzende Stäbe, Homage für Fredo Marvelli, Fredo Raxon und Punx, 22. März bis 31. Mai 2015
- Barkow und Friedländer, Zauberplakate aus der Sammlung Wittus Witt, 21. Juni bis 31. August 2015
- Die Kunst des Schwebens, 25. Oktober bis 15. Februar 2016
- Erwartungen: Antje Bromma, Doris Cordes-Vollert, Tonia Kudrass, 20. März bis 15. April 2016
- Jack in Profile, Llaura I. Sünner, 27. April bis 15. Mai 2016
- Jack in the Woods, Ralf Jurszo, 25. Mai bis 12. Juni 2016
- Jack in the Boox · Tobias Sandberger, 22. Juni bis 10. Juli 2016
- MEINS · Die Welt des Exlibris, 11. September bis 30. Oktober 2016
- Anmut und Zeit · Ralf-Rainer Odenwald, 13. November 2016 bis 28. Februar 2017
- Das Aquarium-Prinzip · Manfred Eichhorn, 19. März bis 28. Mai 2017
- POLE · Verschiebungen und andere Sprunghafte Launen: Llaura Sünner und Sabine Mohr, Installationen, 18. Juni bis 10. September 2017
- Ansichtssachen · Zauberkünstler auf Post- und Werbekarten aus den Sammlungen Prof. Peter Rawert und Wittus Witt, 17. September bis 15. Oktober 2017
- Peter Thiele: Ach wenn die Welt ... , 22. Oktober bis 15. Dezember 2017
- Joe Eagle (d. i. Achim Sperber): Erdarbeiten, 17. Dezember 2017 bis 28. Januar 2018
- Petra Gabriele Dannehl: Looking for Magic, 7. Februar bis 15. April 2018
- Maria Hobbing: Schlupflöcher für vergessliche Engel, 22. April bis 27. Mai 2018
- Ralf Jurszo: Voyager 2.0, 3. Juni bis 1. Juli 2018
- Anne Dingkuhn: Zeichnungen, 19. August bis 30. September 2018
- Erdmute Prautzsch: Knoten verboten, 7. Oktober bis 25. November 2018
- Alle Jahre wieder: Weihnachts- und Neujahrskarten von Zauberkünstlern, Sammlungen Rawert und Weit, 2. Dezember 2018 bis 7. Februar 2019
- Heilwig Jacob … es erscheint … – visuell erweiterte Malerei, 24. Februar bis 31. März 2019

## Ausstellungsführer
- Zauber in der Werbung, Galerie-W, Hamburg 2012
- IMAGINARIUM, Galerie-W, Hamburg, 2014, ISBN 978-3-00-047042-4
- Zauber-Buch-Zauber, Galerie-W, Hamburg, 2014, ISBN 978-3-00-046585-7
- Karten für Zauberer, 2014, ISBN 978-3-00-047548-1
- Tanzende Stäbe, 2015, ISBN 978-3-00-048883-2
- Barkow und Friedländer, ISBN 978-3-00-049837-4
- Die Kunst des Schwebens, ISBN 978-3-00-050975-9
- Erwartungen, ISBN 978-3-00-052765-4
- JACK, ISBN 978-3-00-053624-3
- MEINS · Exlibris in der Zauberkunst, ISBN 978-3-00-054055-4
- Anmut und Zeit · Ralf Rainer Odenwald, ISBN 978-3-00-054821-5
- Das Aquarium-Prinzip · Manfred Eichhorn, ISBN 978-3-00-055956-3
- POLE · Verschiebungen und andere Sprunghafte Launen: Llaura I. Sünner und Sabine Mohr, ISBN 978-3-947289-00-4
- Ansichtssachen · Zauberkünstler auf Post- und Werbekarten aus den Sammlungen Prof. Peter Rawert und Wittus Witt, ISBN 978-3-947289-02-8
- Peter Thiele: Ach wenn die Welt ..., Galerie-W, 2017, ISBN 978-3-947289-04-2
- Joe Eagle: Erdarbeiten, 2017, ISBN 978-3-947289-06-6
- Petra Gabriele Dannehl: Looking for Magic, 2018 ISBN 978-3-947289-07-3
- Maria Hobbing: Schlupflöcher für vergessliche Engel, 2018, ISBN 978-3-947289-08-0
- Ralf Jurszo: Voyager 2.0, 2018, ISBN 978-3-947289-09-7
- Water Wenger · Illustrator, Grafiker, Zauberkünstler, 2018, ISBN 978-3-947289-10-3
- Anne Dingkuhn: Zeichnungen, 2018, ISBN 978-3-947289-11-0
- Publikationen der Galerie-W in der Deutschen Nationalbibliothek

## Nachweise
1. ↑  http://www.wittuswitt.de
2. ↑  http://www.galerie-we.de/Junge_Galerie.html
3. ↑  Galerien in Hamburg, Offizielles Mitteilungsorgan Galerien in Hamburg, Ausgabe Frühling/Sommer, 2015, Seite 79
4. ↑  Magische Welt, 68. Jahrgang, 2019, Heft 6, Seite 256
5. ↑   Archivlink (Memento des Originals vom 21. März 2015 im Internet Archive)  Info: Der Archivlink wurde automatisch eingesetzt und noch nicht geprüft. Bitte prüfe Original- und Archivlink gemäß Anleitung und entferne dann diesen Hinweis.
6. ↑  Archivierte Kopie (Memento des Originals vom 21. Oktober 2014 im Internet Archive)  Info: Der Archivlink wurde automatisch eingesetzt und noch nicht geprüft. Bitte prüfe Original- und Archivlink gemäß Anleitung und entferne dann diesen Hinweis.
7. ↑  Vernissage: Zauberkunst an der Ifflandstraße. In: abendblatt.de. 24. Juli 2013, abgerufen am 29. Januar 2024.
8. ↑  http://www.galerien-in-hamburg.de